# Personligt
Personligt est un album de Carola sorti le 26 octobre 1994, produit par Lasse Lindbom sous le label BMG.

## Liste des chansons
- 01. Så länge jag lever (S Almqvist)
- 02. Det kommer dagar (U Svenningsson / A Johansson)
- 03. Guld i dina ögon (J Elofsson)
- 04. Sanningen (G Werner / Carola)
- 05. Inte en dag (G Werner / Carola)
- 06. Flickan från igår (M Hjalmarsson / Carola)
- 07. Förlåt mig (Carola)
- 08. Regnet som faller (A Bagge / U Christiansson / L Lindbom)
- 09. Var finns den kärlek (M Hjalmarsson / Carola)
- 10. Sanna vänner (T Jacobsson / B Axelsson / R Colgate / U Christiansson)

## Single

### Det kommer dagar
- 01. Det kommer dagar
- 02. Flickan från igår

### Guld i dina ögon
- 01. Guld i dina ögon
- 02. Regnet som faller

### Sanningen
- 01. Sanningen
- 02. Var finns den kärlek

### Sanna vänner
- 01. Sanna vänner
- 02. Förlåt mig

## Meilleur classement
- Suède n°14